# Бегов мост у Станичењу
Бегов мост на реци Темштица у Станичењу, у граду Пироту је грађевина из времена античког Рима, чији лукови дужине 25 m никада нису спојили две обале али се ипак назива мостом. Подигли су га Римљани у 2. или 3. веку док су их путеви водили ка истоку. Никада није отркивено зашто мост није завршен и зашто се мост назива Бегов. О мосту се једино зна да је назван по неком турском бегу, највероватније из 17. века, који га је делимично реконструисао, међутим ни тада није био завршен.  
Основе моста и лучна конструкција од пешчара потичу из римског периода. Иако недовршен, мост је доста путио служио својој сврси и то захваљујући људима који су са обале постављали дрвену грађу преко њега. Било је доста таквих импровизација, а томе сведоче и остаци камена на левој обали, на којој је после ослобођења од Турака био свињски обор. Већи део каменог моста је очуван, а Бегов мост је проглашен спомеником културе. Изградњом Коридора 10 пронађен је велики број археолошких налазишта.

## Галерија
- Темштица поред Беговог моста
- Беогов мост 2021
- Део Беговог моста 2021 године
- Поглед испод моста 2022 г.

## Спољашне везе
- Сајт града Пирота
- GradPirot.com - Информативни Веб Портал Града Пирота, све о Пироту на једном месту.
- Удружење историчара Пирота
- Завод за заштиту споменика културе Ниш
- Бегов мост